# Darmverschluss
Der Darmverschluss, fachsprachlich auch der Ileus (latinisierte Form des griechischen εἰλεός ileós, von altgriechisch εἰλεῖν eilein, deutsch ‚einschließen, zusammendrängen‘), ist eine Unterbrechung der Darmpassage. Als lebensbedrohliches Krankheitsbild bedarf er im Allgemeinen einer sofortigen Krankenhauseinweisung und eventuell einer chirurgischen Intervention. Man unterscheidet beim Darmverschluss (Ileus) den mechanischen Ileus (Darmstenose) vom paralytischen Ileus (durch Lähmung der Darmmuskulatur, Darmlähmung), wobei der Übergang von einem mechanischen Ileus zu einem paralytischen Ileus fließend ist: Jeder unbehandelte mechanische Ileus wird nach gewisser Zeit zum paralytischen Ileus (dem sogenannten gemischten Ileus).

## Einteilung

### Einteilung nach der Ursache
Hier unterscheidet man
- den mechanischen Ileus mit Behinderung der Darmpassage von außen her oder von innen (vom Darmlumen aus gesehen). Zusätzlich kann eine ungenügende Blutversorgung der Darmwand eintreten, besonders beim eingeklemmten Bruch (Inkarzeration), beim Strangulationsileus (auch Strangileus)[2] oder beim Volvulus.
- den funktionellen Ileus mit Lähmung der glatten Muskulatur, die für den Transport des Darminhalts verantwortlich ist. Es kommt zum Stillstand der Peristaltik. Diesbezüglich wird weiter differenziert zwischen
  - dem vergleichsweise häufigen paralytischen Ileus, z. B. bei einer Bauchfellentzündung,
  - dem gefäßbedingten vaskulären Ileus durch Verschluss der den Darm versorgenden Blutgefäße (durch Embolie oder Thrombose bei struktureller Gefäßverengung) und
  - dem sehr seltenen spastischen Ileus[3] (z. B. bei einer Bleivergiftung).

### Einteilung nach dem Darmabschnitt
Nach dem Darmabschnitt, in dem der Verschluss auftritt, kann man in Dünndarmileus und Dickdarmileus unterteilen. Im Dünndarm kommt es vermehrt zu Strangulationen mit Gefäßbeteiligung, während im Dickdarm Obstruktionen überwiegen.

### Einteilung nach dem Lebensalter
Verschiedene Arten eines Ileus sind je nach Lebensalter unterschiedlich häufig:
- beim Neugeborenen und Säugling
  - Atresie von Pylorus, Duodenum, Jejunum, Ileum, Kolon, Analatresie
  - hochgradige Stenosen infolge u. a. Pancreas anulare, Duodenalmembran
  - Fehlanlagen wie upside-down-Magen, Ledd’sche Bänder
  - erworben bei Invagination, Mekoniumileus, typisches Symptom der Mukoviszidose
- beim Kind
  - Volvulus, inkarzerierte Hernie, toxisches Megakolon, Meckel-Divertikel
- in allen Altersgruppen
  - postoperative Verwachsungen
  - perforationsbedingt
- beim älteren Menschen
  - Dickdarmileus durch ein Coloncarcinom

### Einteilung nach den Symptomen
Die Unterscheidung in Ileus und Subileus (Vorstufe des Ileus) richtet sich nach der Schwere des Aufstaus und der Symptomatik. Die Grenze zwischen den beiden Formen ist unscharf und nicht klar definiert, aber sie trennt aus pragmatischen Gründen beim mechanischen Ileus die Gruppe mit Indikation zur Operation von einer Gruppe mit konservativem Behandlungsversuch.

## Ursachen

### Mechanischer Ileus

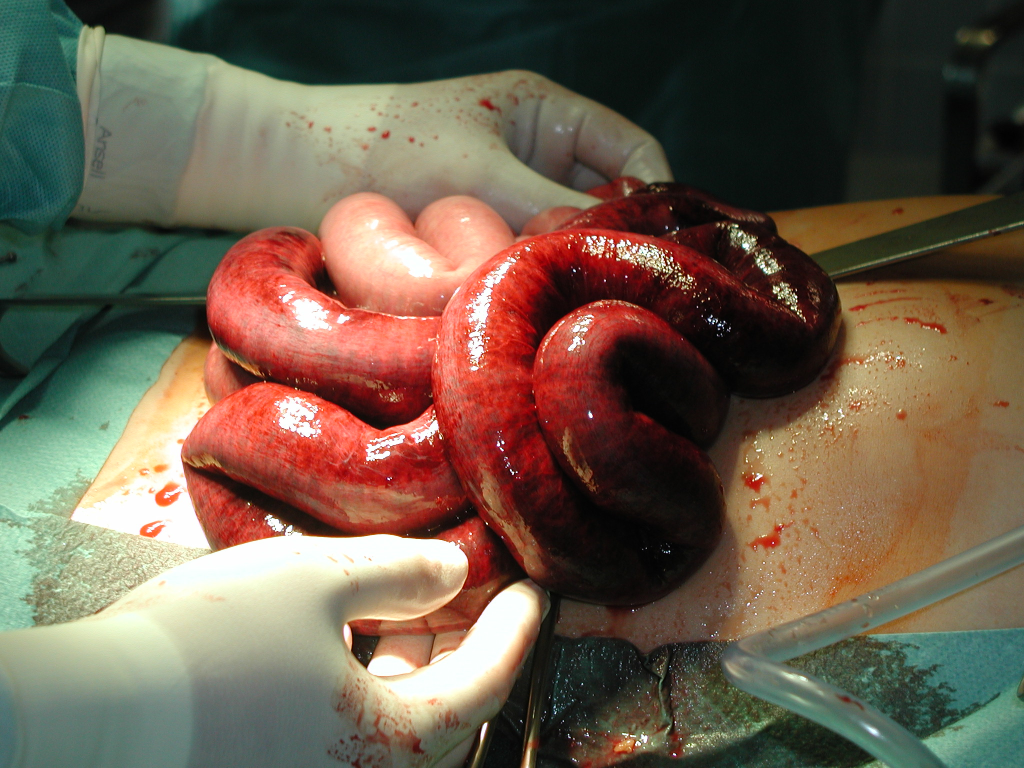
Bridenileus des Dünndarms mit Teilgangrän (Operationsbild)

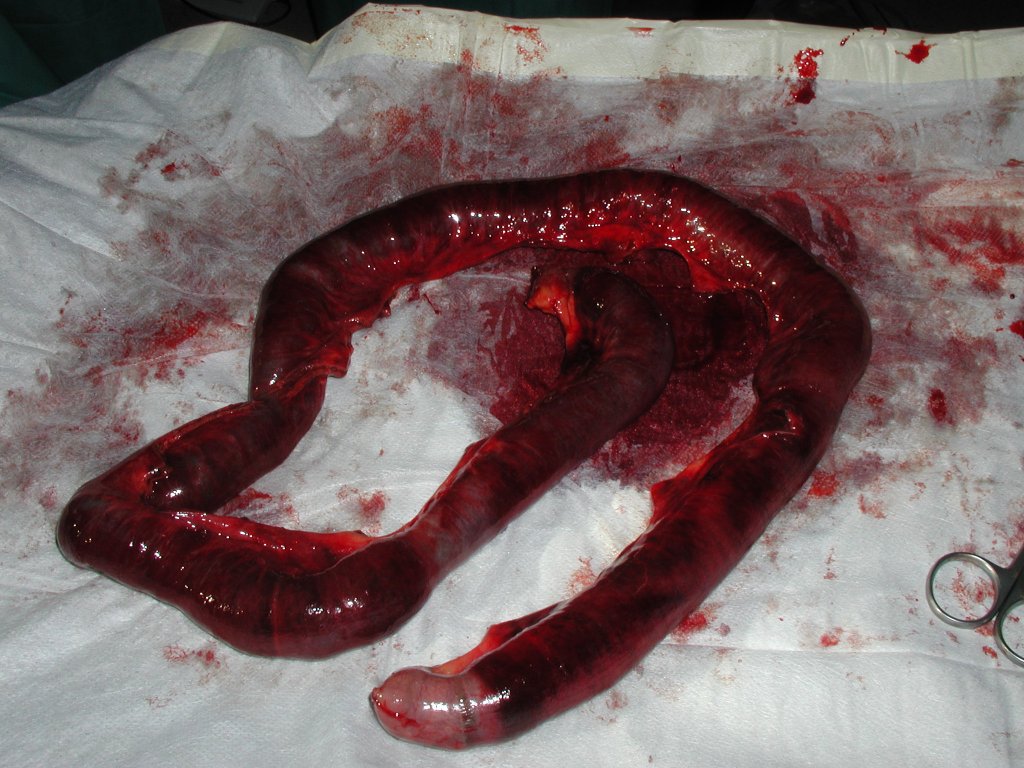
Operationspräparat nach Dünndarmteilresektion (105 cm Jejunum), derselbe Fall

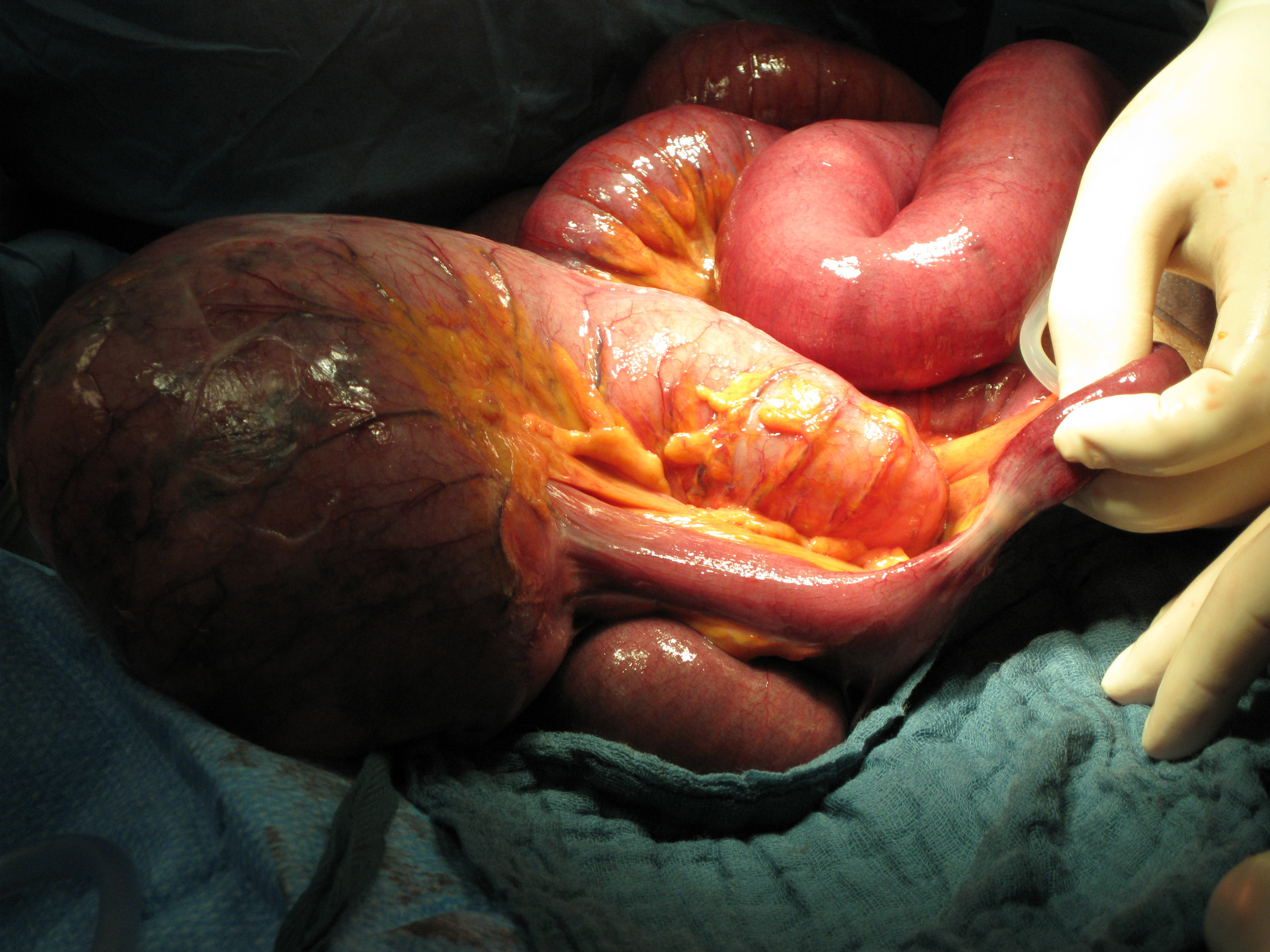
Torsionsileus, die Schnürfurche am Ileum ist gut zu sehen

Ursachen für einen mechanischen Ileus können u. a. sein:
- mechanische Verstopfung (Obturation) durch:
  - Mekonium (Mekoniumileus, siehe oben), Kotballen oder Bezoar
  - einen Fremdkörper im Darm
  - einen großen Gallenstein. Ein derartiger Stein gelangt immer nur über eine entzündliche Fistel zwischen Gallenblase und Darmwand in das Darmlumen und kann den seltenen Gallensteinileus verursachen.
- eine gewachsene oder entzündliche Verengung (Obstruktion) durch
  - einen Darmtumor
  - Morbus Crohn mit Darmstenose
- Verlegung, Abklemmung (Strangulation)
  - ein Verwachsungsstrang (Bride) klemmt den Darm zu, führt zum Bridenileus
  - verklebte Abknickung des Darms (Adhäsionsileus) bei Ileitis
  - eine Inkarzeration, d. i. ein eingeklemmter Eingeweidebruch (Hernie)
  - ein Volvulus, d. i. eine Verdrehung des Darmes, schnürt das Lumen zu und die Blutversorgung ab
  - eine Invagination, d. i. eine Einstülpung eines Darmteils in einen anderen, führt sowohl zur Verlegung, Einengung als auch zur Abklemmung der Blutversorgung des Darms

### Paralytischer Ileus (Darmatonie)
Ursachen für das Sistieren der Peristaltik und das Erschlaffen der Darmwand sind
- Entzündung in der Bauchhöhle (Peritonitis) oder von der Bauchhöhle benachbarten Räumen oder Organen
  - bei Darmperforation
  - als Komplikation nach chirurgischen Eingriffen in der Bauchhöhle (postoperativer paralytischer Ileus)
  - Durchwanderungsperitonitis
  - bei Pankreatitis
  - bei Pneumonie mit septischer Streuung der Erreger
- Vergiftungen
  - bei Urämie
  - Opiat-Intoxikation
- Durchblutungs-/Versorgungsstörungen des Darmes
  - bei akuter Durchblutungsstörung des Darmes
  - beim Mesenterialinfarkt
  - bei schwerer Hypokaliämie
- reflektorisch
  - Kolik eines Bauchorgans auch außerhalb der Bauchhöhle, Nierenkolik, Gallenkolik, Ureterkolik

## Symptome
Die Symptome eines Darmverschlusses sind krampfartige Bauchschmerzen, ein aufgeblähter Bauch (Meteorismus), Erbrechen von Magen- und Darminhalt bis hin zum Koterbrechen (Miserere), Wind- und Stuhlverhalt bei gesteigerter Peristaltik („mechanische Darmgeräusche“ bei Auskultation). Typischerweise lassen sich die Schmerzen zu Beginn eindeutig lokalisieren, werden aber im Verlauf immer diffuser auf das gesamte Abdomen verteilt. Im späten Stadium treten die Symptome der Peritonitis hinzu, weil Keime die Darmwand durchwandern.

## Diagnose
Die körperliche Untersuchung einschließlich rektaler Untersuchung ergibt mit lokalen Schmerzen, Abwehrspannung, Hernien (Eingeweidebrüche) und Überblähung wichtige Hinweise. Zusätzlich erfolgen Blutentnahme zur Bestimmung von Laborwerten sowie Bildgebung mit Sonographie und eventuell Röntgen des Abdomens.
Eine Unterscheidung zwischen mechanischem und paralytischem Ileus lässt sich in vielen Fällen sehr schnell durch Abhorchen des Abdomens herbeiführen. Während ein mechanischer Ileus sich durch Hyperperistaltik (verstärkte Darmtätigkeit und metallisch klingende Geräusche) bemerkbar macht, äußert sich der paralytische Ileus durch „Totenstille“ im Abdomen.

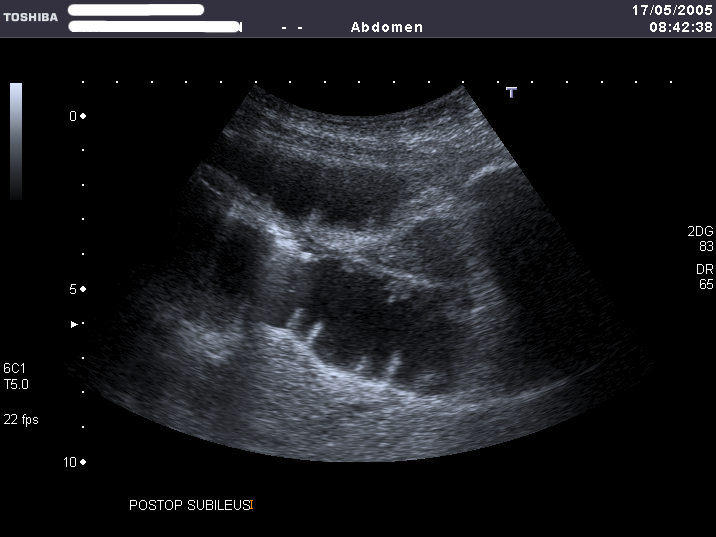
Bild eines postoperativen (Sub-)Ileus im Ultraschall

Bei Ileusverdacht liefert die Sonographie schnelle Hinweise: Man kann bei Vorliegen eines Ileus oft eine typische Pendelperistaltik sehen, d. h., der Darminhalt pendelt hin und her. Auch findet man verbreiterte, übermäßig mit Luft oder Flüssigkeit gefüllte Darmschlingen. Man kann oft den Ort des Verschlusses eingrenzen. Darmabschnitte hinter einem mechanischen Hindernis sind kollabiert (Hungerdarm).

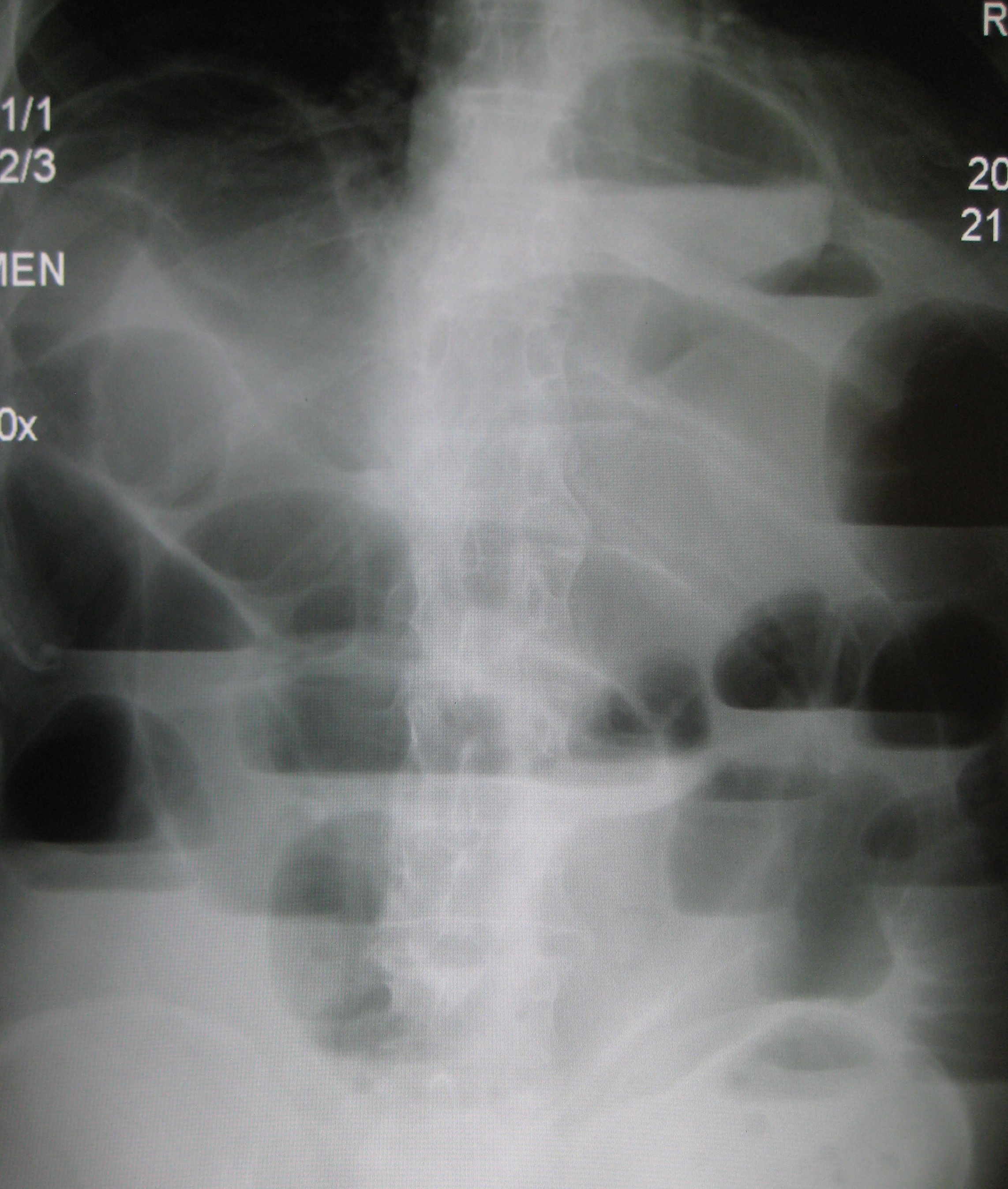
Röntgenaufnahme des Abdomens mit typischer Spiegelbildung bei Dünndarmileus

Die Röntgenleeraufnahme des Bauchs im Stehen oder in Linksseitenlage zeigt beim typischen Ileus überblähte Darmschlingen mit Flüssigkeitsspiegeln als Hinweis auf den Ort eines Verschlusses. Je nach Befinden können durch einen Einlauf und/oder eine Passage mit Kontrastmittel Ort und Ursache eingegrenzt werden.
Zusätzlich kann eine CT des Bauchs durchgeführt werden. Damit kann häufig die Ursache des Darmverschlusses gefunden werden.

## Differentialdiagnose
Von der langen Liste der Ileus-Ursachen müssen andere Krankheiten wie die Pseudoobstruktion Ogilvie-Syndrom, das Colon spasticum und Stoffwechselstörungen wie Porphyrie, toxisches Megacolon oder Morbus Crohn abgegrenzt werden.
Mitunter kann die Ursache eines Ileus nicht erkannt werden, sodass eine Bauchspiegelung erforderlich wird.

## Pathologie
Aufgrund des Verschlusses oder der fehlenden Peristaltik kommt es zu einer Distension des Darmlumens und Stuhlverhalt. Die fehlende Bewegung des Speisebreis und sein Aufstau führen zu einem vermehrten Bakterienwachstum, das zu einer Translokation in die Blutgefäße und einer Sepsis führen kann. Gleichzeitig kommt es zu einer massiven Elektrolyt- und Wasserverschiebung bedingt durch die lokale Entzündungsreaktion in und um den Darm und ins Retroperitoneum. Dies kann zu einem massiven Flüssigkeitsmangel führen, ähnlich dem bei einer Pankreatitis. Bakteriengiftstoffe und die Flüssigkeitsverschiebungen können zum Kreislauf- und Multiorganversagen führen. In seinen Auswirkungen auf den ganzen Körper spricht man von der Ileuskrankheit.
Bleibt der Ileus unbekannt, kann es zu einer Perforation der Darmwand kommen. Dies bedingt eine kotige Peritonitis.

## Behandlung
Die Therapie richtet sich nach der zugrundeliegenden Ursache. Das gilt auch bei eventueller Operation für das anzuwendende Verfahren. Handelt es sich um einen paralytischen Ileus, kann mittels Prokinetika die Darmaktivität angeregt werden. Liegt ein mechanischer Ileus, etwa durch eine Strangulation oder eine Bride, vor, ist eine zügige operative Intervention, mittels Laparotomie oder heute bevorzugt mittels minimalinvasiver Technik (Laparoskopie), indiziert.
Begleitende Maßnahmen dienen der Entlastung des Darmes wie Magensonde, eventuell parenterale Ernährung oder Einlauf. Zur raschen und ausreichenden Flüssigkeitstherapie ist die Anlage eines zentralen Venenkatheters in Erwägung zu ziehen. Zur Bilanzierung sollte ein Blasenkatheter gesetzt werden.